# Kęstutis Skrebys
Kęstutis Skrebys (ur. 14 czerwca 1965 w Poniewieżu) – litewski polityk, prawnik i przedsiębiorca, poseł na Sejm Republiki Litewskiej, w latach 1996–1999 minister.

## Życiorys
Studiował fizykę na Uniwersytecie Wileńskim (1983–1985), w 1990 uzyskał dyplom inżyniera elektryka na Uniwersytecie Technicznym w Kownie. W latach 1985–1992 pracował jako asystent w laboratorium na tej uczelni.
W 1992 został przedstawicielem rządu w okręgu poniewieskim. Zaangażował się w działalność polityczną w ramach Partii Niepodległości, z ramienia której w 1992 uzyskał mandat poselski. W 1993 dołączył do Związku Ojczyzny, z jego ramienia w 1996 z powodzeniem ubiegał się o reelekcję, zasiadając w litewskim Sejmie do 2000.
Od grudnia 1996 do czerwca 1999 pełnił funkcję ministra do spraw reform administracji publicznej w drugim rządzie Gediminasa Vagnoriusa. W 2000 przeszedł do założonego przez byłego premiera Umiarkowanego Związku Konserwatywnego.
Od 2001 do 2005 był dyrektorem przedsiębiorstwa telekomunikacyjnego Eurocom. W 2004 uzyskał magisterium z prawa na Uniwersytecie Michała Römera, w 2006 podjął praktykę w zawodzie prawnika, zajmując się jednocześnie działalnością gospodarczą.
Związał się potem z Litewskim Związkiem Rolników i Zielonych.